# Луковниковское сельское поселение
Луко́вниковское се́льское поселе́ние — упразднённое в 2012 году муниципальное образование Старицкого района Тверской области.
Луковниковское сельское поселение было образовано в соответствии с законом Тверской области от 28 февраля 2005 г. № 48-ЗО. Включило в себя территории Ряснинского, Луковниковского и Денежновского сельских округов.
Административный центр — село Луковниково.
Законом Тверской области от 28 мая 2012 года № 33-ЗО, Луковниковское сельское поселение и Орешкинское сельское поселение преобразованы в сельское поселение «Луковниково», с административным центром в селе Луковниково.

## Географические данные
- Общая площадь: 512,6 км²
- Нахождение: западная часть Старицкого района
  - Граничит:
    - на севере — с Орешкинским СП
    - на северо-востоке — с Торжокским районом, Страшевичское СП
    - на востоке — с Берновским СП, Красновским СП и Старицким СП
    - на юго-западе — с Ржевским районом, СП Успенское, СП Итомля и СП Шолохово
    - на западе — с Селижаровским районом, Елецкое СП

Основная река — Тьма, здесь её исток.

## Население
По переписи 2002 года — 2046 человек, на 01.01.2008 — 2069 человек.

Национальный состав: русские.

## Населенные пункты
На территории поселения находятся следующие населённые пункты:
| №  | Тип нп | Название        | Население (2008 год) |
| -- | ------ | --------------- | -------------------- |
| 1  | дер.   | Авангард        | 6                    |
| 2  | дер.   | Бабёнки         | 36                   |
| 3  | дер.   | Беклово         | 13                   |
| 4  | дер.   | Бережки         | 113                  |
| 5  | дер.   | Большое Капково | 78                   |
| 6  | дер.   | Боярниково      | 61                   |
| 7  | дер.   | Вардугино       | 5                    |
| 8  | дер.   | Дворцы          | 20                   |
| 9  | дер.   | Задорье         | 50                   |
| 10 | дер.   | Илейкино        | 71                   |
| 11 | дер.   | Коняшино        | 1                    |
| 12 | дер.   | Красноселье     | 15                   |
| 13 | село   | Луковниково     | 754                  |
| 14 | дер.   | Малое Капково   | 19                   |
| 15 | дер.   | Нащекино        | 5                    |
| 16 | пос.   | Полевой         | 74                   |
| 17 | дер.   | Селютино        | 13                   |
| 18 | дер.   | Степино         | 118                  |
| 19 | дер.   | Бабинское       | 10                   |
| 20 | дер.   | Борисцево       | 0                    |
| 21 | дер.   | Бошарово        | 2                    |
| 22 | дер.   | Волочагино      | 24                   |
| 23 | дер.   | Грешнево        | 10                   |
| 24 | дер.   | Девонисово      | 25                   |
| 25 | дер.   | Минино          | 7                    |
| 26 | дер.   | Михалково       | 13                   |
| 27 | дер.   | Никольское      | 3                    |
| 28 | дер.   | Петрищево       | 34                   |
| 29 | дер.   | Пусторадиха     | 3                    |
| 30 | дер.   | Рылово          | 23                   |
| 31 | дер.   | Рясня           | 190                  |
| 32 | дер.   | Сетки           | 18                   |
| 33 | дер.   | Степанково      | 1                    |
| 34 | дер.   | Стренево        | 14                   |
| 35 | дер.   | Сулим           | 7                    |
| 36 | дер.   | Холмец          | 2                    |
| 37 | дер.   | Храпыни         | 2                    |
| 38 | дер.   | Ялыгино         | 31                   |
| 39 | дер.   | Антониха        | 12                   |
| 40 | дер.   | Бураково        | 13                   |
| 41 | дер.   | Денежное        | 95                   |
| 42 | дер.   | Малиновка       | 0                    |
| 43 | дер.   | Никиткино       | 6                    |
| 44 | дер.   | Павликово       | 63                   |
| 45 | дер.   | Пепелово        | 9                    |

### Бывшие населенные пункты
На территории поселения исчезли деревни Барзуки, Бровцыно, Буяково, Кольцово, Пустошка, а также хутора Алешки, Вороны, Моляково, Ручей, Свобода, Павлушково, Рассвет, Юпачиха и другие.

## История
В XVI—XVII веке территория поселения лежала на границе Ряснинской волости Ржевского уезда и Мологинской волости Старицкого уезда.

С XVIII века территория поселения входила:
- в 1708—1727 гг. в Санкт-Петербургскую (Ингерманляндскую 1708—1710 гг.) губернию, Тверскую провинцию,
- в 1727—1775 гг. в Новгородскую губернию, Тверскую провинцию,
- в 1775—1796 гг. в Тверское наместничество, Старицкий уезд,
- в 1796—1924 гг. в Тверскую губернию, Старицкий уезд,
- в 1924—1929 гг. в Тверскую губернию, Ржевский уезд,
- в 1929—1935 гг. в Западную область, Луковниковский район,
- в 1935—1960 гг. в Калининскую область, Луковниковский район
- в 1960—1990 гг. в Калининскую область, Старицкий район
- с 1990 в Тверскую область, Старицкий район.

В середине XIX-начале XX века большинство деревень поселения относились к Ряснинской и Павликовской волостям Старицкого уезда.

## Известные люди
- В сельце Ивановское (рядом с деревней Пусторадиха) родился Владимир Алексеевич Корнилов, вице-адмирал русского флота, герой Крымской войны, руководитель Севастопольской обороны (1854—1855).

 В деревне Пусторадиха родился Герой Советского Союза Иван Петрович Медведев.